# Vásárhelyi Mária
Vásárhelyi Mária (Budapest, 1953. november 27. –) szociológus, a szociológiatudomány kandidátusa, az MTA tudományos főmunkatársa. A Nyilvánosság Klub ügyvivője.

## Családja
Édesapja Vásárhelyi Miklós újságíró, a sztálinista-rákosista Szabad Nép propagandistája, politikus, a Nagy Imre-kormány sajtófőnöke, a Nagy Imre-per vádlottja, a Demokratikus Ellenzék tagja, a Soros Alapítvány elnöke. Férje Dés László zeneszerző, előadóművész volt, akivel 35 évig éltek együtt. Gyermekei: Dés András zenész, Dés Júlia szociológus, Dés Fanni szociális munkás, szociológus.

## Szakmai tevékenysége
1976-ban végzett a Marx Károly Közgazdaságtudományi Egyetemen. 1976-1991 a Tömegkommunikációs Kutatóközpont (Magyar Közvéleménykutató Intézet) tudományos munkatársa, 1991-től az MTA-ELTE Kommunikációelméleti Kutatócsoportjának tudományos főmunkatársa.
Fő kutatási témái a közvélemény- és médiakutatás, a rendszerváltás szociológiája, történelmi ismeretek, történelmi tudat a magyar lakosság körében.

## Publikációi
Rendszeresen publikál az Élet és Irodalomban, a 168 órában, a Mozgó Világban és a Jel-Kép c. folyóiratban.

## Személye körüli viták
2000. március 1-jén a Trouw című holland lapban egy írás jelent meg , amiben a holland újságíró azt írja, hogy „... a Napi Magyarország (...) vezércikkben azt írta, hogy egy bizonyos baloldali médiaszociológus bőréből lámpaernyőt kell készíteni”. A Napi Magyarország ezt követően megkérdezte a holland újságírót, hogy hol olvasta ezt, aki azt válaszolta, hogy nem olvasta, hanem egy ismerősétől, Vásárhelyi Máriától hallotta. A Magyar Nemzet Vásárhelyi Máriát is megkérdezte, aki azt a választ adta, hogy ő csupán O. Kovács Attila főszerkesztő-helyettes egy korábbi cikkére utalt, amelyben a főszerkesztő azt írta, hogy: 
Ha az én tesóm játszotta volna át Máté Lászlóval közösen a Vasárnapi Híreket a VICO-birodalomba, akkor nem lennék úgynevezett független médiaszakértő, s nem írnék az Élet és Irodalomba kolumnákat e témáról, arra gondolnék, bárkitől hihető az, amit én írok, de tőlem nem, pontosan az apukám és a tesóm miatt, őszintén szólva lesülne a bőr a pofámról. Csakhogy a krokodilbőr bírja a kiképzést. Cipőt csinálnak belőle. 
 Vásárhelyi Mária a Népszabadság 2000. december 22-én megjelent számában azt állította, hogy ő egy sajtóreggelin arról beszélt a megjelent újságíróknak, hogy a kormányhoz közel álló Napi Magyarországban hosszasan elmélkedik arról a főszerkesztő-helyettes, hogy ő olyan, mint a krokodil, és hogy a krokodilbőrből cipőt csinálnak, és szerinte csak a holland újságírónő emlékezetében lett néhány hónappal később a cipőből lámpaernyő.  A sajtóban élénk vita bontakozott ki az ügyben. Debreczeni József a Népszabadság 2001. január 5. számában mondta el véleményét:  Vitapartnerem nem érti a „lámpaernyő” és a „cipő” közti különbséget. Ezt nehezen hiszem el neki, ennek ellenére röviden megmagyarázom: lámpaernyőt készítettek zsidók bőréből a nácik Auschwitzban, cipőt nem. Az előbbi a kormány lapjával összefüggésben tehát alkalmas annak durva antiszemita hírbe hozására, az utóbbi a krokodillal nem.'   Az ügyből személyiségi jogi per lett. A bírósági ítélet szerint a Magyar Nemzet 2000-ben és 2001-ben több alkalommal súlyosan megsértette Vásárhelyi Mária személyiségi jogait és emberi méltóságát.  hogy  A Fővárosi Bíróság jogerős ítéletében a Magyar Nemzet című napilapot hatszázezer forint nem vagyoni kár megfizetésére kötelezte Vásárhelyi Máriával szemben.

## Főbb művei
- Háztartások tömegkommunikációs kiadásai. 1964–1975; TK, Budapest, 1977 (Tanulmányok MRT Tömegkommunikációs Kutatóközpont)
- Elektronikus tömegkommunikációs eszközellátottság és -használat 1981; TK, Budapest, 1983 (Tanulmányok, beszámolók, jelentések. Tömegkommunikációs Kutatóközpont)
- Új eszköz a tájékozódásban: a képújság; TK, Budapest, 1986 (Tanulmányok, beszámolók, jelentések. Tömegkommunikációs Kutatóközpont)
- A nyilvánosság rendszerváltása (szerk. Halmai Gáborral) Új Mandátum, 1988
- Rendszerváltás alulnézetben. Domináns véleményáramlatok, közkeletű ideológiák a rendszerváltás néhány sarkalatos társadalmi-gazdasági kérdéséről. 1994 novemberéig folytatott vizsgálatok; Pesti Szalon, Budapest, 1995
- Újságírók, sajtómunkások, napszámosok Új Mandátum, 1999
- Hol a határ? Kampánystratégiák és kampányetika 2002 (szerk. Sükösd Miklóssal) Irodalom Kiadó, 2002
- A szavak elviselhetetlen könnyűsége. Válogatott írások. Irodalom Kiadó, 2002
- Csalódások kora MTA Stratégiai Kutatások Központja, 2005
- Csalóka emlékezet. Kalligram, 2007
- A párizsi toronyőr. Kende Péter 80. születésnapjára (szerk. Gábor György, Márton László, Volosin Hédi) Pallas Kiadó, 2007
- Foglalkozása: újságíró. MÚOSZ, 2008
- Az ártatlanság kora. Kalligram, 2008
- „Csalóka emlékezet – A 20. század történelme a magyar gondolkodásban” címmel 2007-ben önálló kötete jelent meg[9]
- Látás-viszonyok. Tanulmányok Angelusz Róbert 70. születés napjára (szerk. Somlai Péter, Surányi Bálint, Tardos Róbert) Pallas Kiadó, 2008
- Szabadnak születtek. Huszonévesek a rendszerváltásról. Pallas Kiadó, 2009
- Méltóság és szabadság. Válogatott írások. Kalligram, 2013
- „A médiapolip működése – agy- és pénzmosoda” címmel tanulmányt írt a Magyar Bálint által szerkesztett, 2013 őszén megjelent Magyar polip 1. és Magyar polip 2. című kötetekben
- Valahogy megvagyunk. Snagovi emlékkönyv; Ab Ovo, Budapest, 2019